# Malajzia hívójelkörzetei
Malajzia hívójelkörzetei területi mind területi, mind az állomások jellege alapján fel vannak osztva. 
Malajzia számára az ITU a 9[M,W] hívójelprefixeket osztotta ki.

## Malajzia hívójelkörzetei[1][2][3][4]

### Hívójelképzés terület és vizsgatípus alapján
| Vizsgatípus | Prefix | Körzet | Hely                                               |
| ----------- | ------ | ------ | -------------------------------------------------- |
| Class A     | 9M     | 2      | Maláj-félszigeti területek ( Peninsular Malaysia ) |
| Class A     | 9M     | 6      | Sabah, Labuan                                      |
| Class A     | 9M     | 8      | Sarawak                                            |
| Class B     | 9W     | 2      | Maláj-félszigeti területek ( Peninsular Malaysia ) |
| Class B     | 9W     | 6      | Sabah, Labuan                                      |
| Class B     | 9W     | 8      | Sarawak                                            |
| Class C     | 9W     | 3      | Malajzia teljes területe                           |

Malayzia területére kitelepült külföldi állomások a saját hívójelük elé szubprefixként a körzetazonosítót is meg kell adniuk. Például egy Cept Novice szintű vizsgával rendelkező magyar rádióamatőr a Sabah szigetekre kitelepülve így adja meg a hívójelét:
9M6/HG1ABC

### Az állomás jellege a hívójel formátuma alapján
| Jelleg                              | Formátum |
| ----------------------------------- | -------- |
| Rádióamatőr klub                    | 9M4C??   |
| Átjátszóállomás                     | 9M4R??   |
| Jeladó                              | 9M4B??   |
| Jeladó                              | 9W4B??   |
| Kísérleti állomás                   | 9M4E??   |
| Kísérleti állomás                   | 9W4E??   |
| Átjáró (Gateway), összekötőállomás  | 9M4G??   |
| Átjáró (Gateway), összekötőállomás  | 9W4G??   |
| Speciális állomás                   | 9M4???   |
| Versenyállomás                      | 9M4D??   |
| Világítótorony                      | 9M4L??   |
| Spratly-szigetekre települt állomás | 9M0?     |

### Kivezetett hívójelek
Malajzia az Egyesült Királyság fenhatósága alatt a következő hívójeleket használta:
| Prefix | Körzet | Hely                       |
| ------ | ------ | -------------------------- |
| VS     | 2      | Maláj félszigeti területek |
| VS     | 3      | Sabah, Sarawak             |

## Lajstromjel
Vízi és légi járművek lajstromjelezéséhez a 9M prefixet használják.